# Xystrocera carinipennis
Xystrocera carinipennis là một loài bọ cánh cứng trong họ Cerambycidae.